# Claribel Alegría
Clara Isabel Alegría Vides (12 tháng 5 năm 1924 – 25 tháng 1 năm 2018), cũng được biết đến bởi bút danh Claribel Alegría, là một nhà thơ, nhà tiểu luận, tiểu thuyết gia và nhà báo Nicaragua-Salvadoran, là tiếng nói chính trong văn học đương đại Trung Mỹ. Bà đã được trao giải thưởng Giải văn học quốc tế Neustadt.

## Tiểu sử
Alegría sinh ra ở Estelí, Nicaragua, với người cha Nicaragua, Daniel Alegría, và người mẹSalvador, Ana María Vides. Khi Claribel được chín tháng tuổi, cha bà đã bị lưu đày vì phản đối vi phạm nhân quyền xảy ra trong thời gian Hoa Kỳ chiếm đóng Nicaragua; kết quả là, Claribel lớn lên ở Santa Ana, một thành phố ở miền tây El Salvador, nơi mẹ bà xuất thân. Claribel Alegría coi mình là Nicaragua-Salvador. Mặc dù bà còn quá trẻ để đọc hoặc viết, bà bắt đầu sáng tác thơ lúc sáu tuổi. Alegría luôn trích dẫn "Letters to a Young Poet" của Rainer Maria Rilke là động lực để trở thành một nhà thơ. Ở tuổi mười bảy, bà xuất bản những bài thơ đầu tiên của mình trong Repertorio Americano, một bổ sung văn hóa Trung Mỹ. Ngay sau đó, nhà giáo dục người Mexico, José Vasconcelos đã sắp xếp cho Alegría theo học trường ở Hammond, Louisiana. Năm 1943, bà chuyển đến Hoa Kỳ và năm 1948 nhận được bằng B.A. Triết học và Thư từ Đại học George Washington. Alegría đã cam kết chống lại bất bạo động. Bà có mối quan hệ chặt chẽ với Sandinista National Liberation Front (FSLN), lật đổ Anastasio Somoza Debayle à nắm quyền kiểm soát chính phủ Nicaragua vào năm 1979. Alegría trở về Nicaragua năm 1985 để hỗ trợ việc tái thiết Nicaragua..
Alegría sau đó sống ở Managua, Nicaragua. Bà qua đời vào ngày 25 tháng 1 năm 2018, ở tuổi 93.

## Sự nghiệp
Tác phẩm văn học của Alegría phản ánh phong cách của nền văn học nổi tiếng hiện nay ở Trung Mỹ trong những năm 1950 và 1960, "la generacion comprometida" (thế hệ cam kết). Giống như nhiều nhà thơ khác của thế hệ của bà, những người rất quan trọng trong xã hội của họ, bà đã tuyên bố quyền sử dụng một ngôn ngữ thường phản văn học.
Alegría xuất bản nhiều cuốn thơ: Casting Off (2003), Sorrow (1999), Umbrales (1996), và La Mujer del Río (1989). bà cũng xuất bản tiểu thuyết và câu chuyện của trẻ em, cũng như lời chứng thực (thường phối hợp với chồng, DJ "Bud" Flakoll), chẳng hạn như They Won't Take Me Alive.

## Giải thưởng
- Casa de las Américas năm 1987 do Cuba tài trợ cho Sobrevivo ("I Survive"), một bộ sưu tập thơ ca. bà được trao giải thưởng này cùng với Gioconda Belli.
- Giải văn học quốc tế Neustadt năm 2006.[11][12][13]
- Premio Reina Sofía de Poesía Iberoamericana lần thứ 26 năm 2017 của Đại học Salamanca và Patrimonio Nacional Tây Ban Nha.

## Xuất bản
| - Anillo de silencio (1948) - Suite de amor, angustia y soledad (1950) - Vigilias (1953) - Acuario (1955) - Tres cuentos (1958) - Huésped de mi tiempo (1961) - Vía única (1965) - Cenizas de Izalco (1966) - Aprendizaje (1970) - Pasaré a cobrar y otros poemas (1973) - Sobrevivo (1978, Premio Casa de las Américas de Poesía) - La encrucijada salvadoreña (1980) - Nicaragua: la revolución sandinista (1980) - Flores del volcán; Suma y sigue (1981) - Flowers from the Volcano (1983) - No me agarran viva: la mujer salvadoreña en lucha (1983) |  | - Para Romper El Silencio: Resistencia Y lucha en las cárceles salvadoreñas (1983) - Álbum familiar (1984) - Despierta, mi bien, despierta (1986) - Luisa en el país de la realidad (1987) - Cenizas de Izalco (1989) - Woman of the River (Pitt Poetry Series) (1989) - They Won't Take Me Alive: Salvadoran Women in Struggle for National Liberation (1990) - Family Album (1991) - Fugue (1993) - Death of Somoza (1996) - Thresholds/Umbrales: Poems (1996) - Tunnel to Canto Grande (1996) - El Nino Que Buscaba A Ayer (1997) - Sorrow (1999) - Casting Off (2003) - Soltando Amarras (2003) |

Bản dịch tiếng Anh
- Luisa in Realityland, dịch. Darwin J. Flakoll (New York: Curbstone Press, 1987) ISBN 0-915306-70-0
- Sorrow, dịch. Carolyn Forché (New York: Curbstone Press, 1999) ISBN 1-880684-63-2
- Soltando Amarras/Casting Off: Poems by Claribel Alegría, dịch. Margaret Sayers Peden (Willimantic: Curbstone Press, 2003) ISBN 1-880684-98-5

Trong tuyển tập
- Ghost Fishing: An Eco-Justice Poetry Anthology (University of Georgia Press, 2018) ISBN 978-0820353159